# Nokia 8110

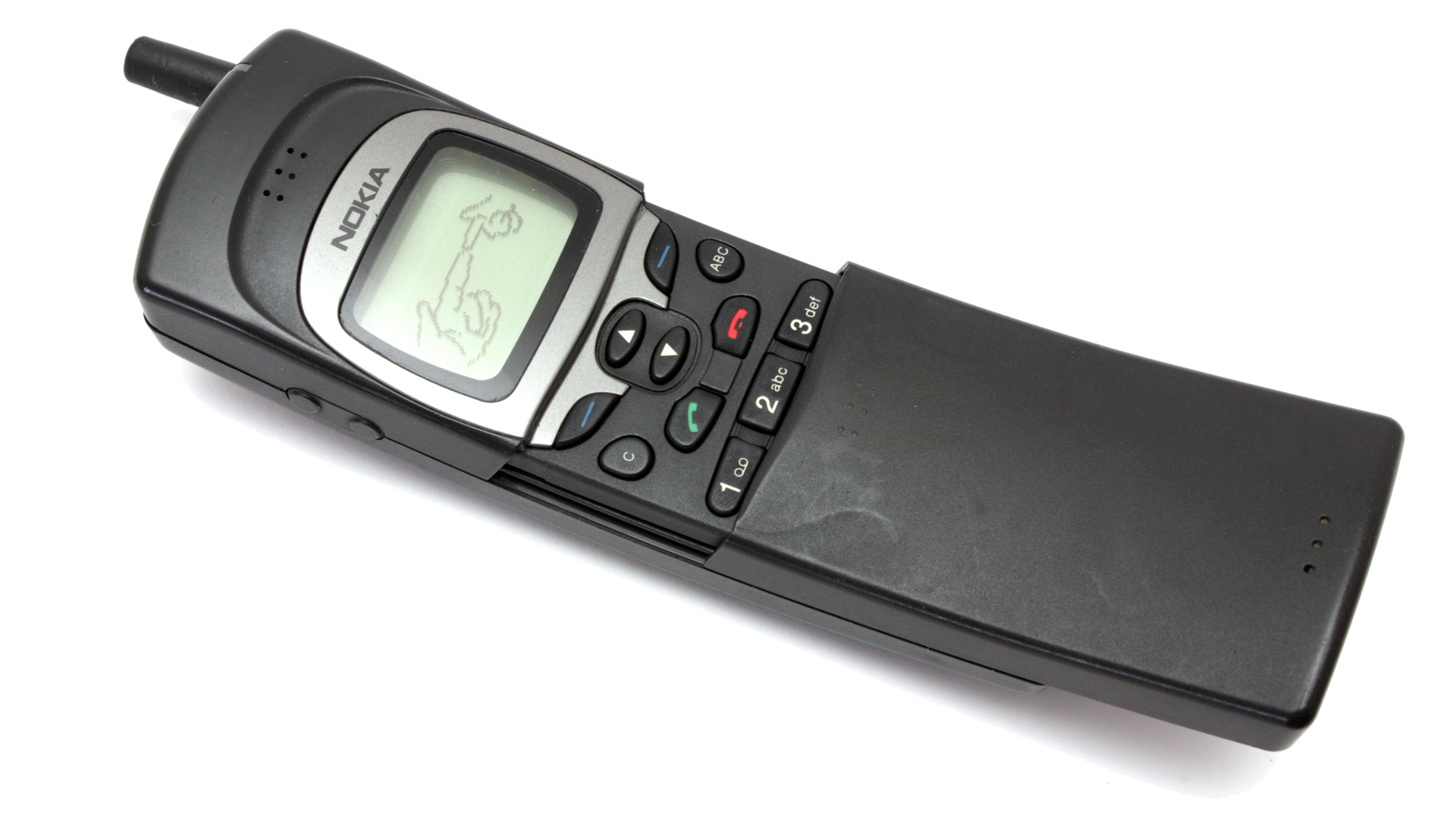
Nokia 8110i

Das Nokia 8110 ist ein Mobiltelefon von Nokia, das 1996 erschien. Es wurde am 9. September 1996 als erstes von Nokias High-End-8000-Serie von Handys angekündigt. Es war das erste Mobiltelefon mit einem neuen Formfaktor. Eine verschiebbare Abdeckung (Slider) schützte die Tastatur, wenn es in der Tasche getragen wurde und verlängerte bei Benutzung das Gerät nach unten, so dass das Mikrofon näher an den Mund heranrückte. Beim Öffnen des Deckels wurden auch eingehende Anrufe entgegengenommen. Die Wölbung des Gehäuses, vor allem im geöffneten Zustand, brachte ihm den Spitznamen „Bananentelefon“ ein. Es war das erste Nokia-Handy mit monochromem Grafik-LCD.
Das Telefon wurde für den Business-Markt entwickelt und war eines der kleinsten und leichtesten (152 Gramm) auf dem Markt, hatte aber eine längere Akkulaufzeit als sein Vorgänger das Nokia 2110.
Das verbesserte Modell 8110i, das im März 1997 angekündigt wurde, war das erste Telefon mit der SSMS (Smart SMS) Engine. Die Mobilteile konnten OTA (Over The Air) mit einer intelligenten Menüstruktur aktualisiert werden, die eine einfache Informationseingabe erlaubte, eine Eingabe, die über eine einfach strukturierte Textnachricht an einen MT-Empfänger gesendet wurde. Diese Station konnte Informationen interpretieren und strukturierte Textnachrichten an das Mobilteil zurücksenden. Der Ruftonempfang per SMS war ebenfalls Teil des Smart Messaging Protokolls, so war das 8110i auch das erste Mobiltelefon, das dies unterstützte. Später hörte Nokia auf, Smart Messaging zu vermarkten und konzentrierte sich auf den kommenden WAP-Standard, ließ aber die Unterstützung für Smart Messaging von späteren Telefonen nicht fallen. Beide Modelle wurden 1998 vom Nokia 8810 abgelöst.
Das Nokia 8110 erlangte Berühmtheit durch den Science-Fiction-Action-Film "Matrix (1999)", für den es mit einem Federmechanismus modifiziert wurde (einen ähnlichen Mechanismus erhielt später das Nokia 7110).

## Nokia 8110 4G (2018)
Am Mobile World Congress 2018 in Barcelona, wurde von HMD Global ein neues Nokia 8110 in einer 4G-Variante präsentiert, einschließlich einer neuen Version des Snake-Spiel. Bei diesem handelt es sich um Featurephone, das mit KaiOS läuft.